# کلی گیدا
کلی گیدا (انگلیسی: Clay Guida؛ زادهٔ ۸ دسامبر ۱۹۸۱) ورزشکار هنرهای رزمی ترکیبی و نجار اهل ایالات متحده آمریکا است. وی از سال ۲۰۰۳ میلادی تاکنون مشغول فعالیت بوده‌است.